# Nyírlugos
Nyírlugos [ňírlugoš] (ukrajinsky Ньїрлугош, Ňïrlugoš) je město ve východním Maďarsku v župě Szabolcs-Szatmár-Bereg, spadající pod okres Nyírbátor, blízko hranic se župou Hajdú-Bihar. Nachází se asi 36 km jihovýchodně od Nyíregyházy. V roce 2015 zde žilo 2 699 obyvatel. Podle údajů z roku 2001 zde bylo 93 % obyvatel maďarské a 7 % romské národnosti.
Nejbližšími městy jsou Balkány, Nyíradony, Nyírbátor a Vámospércs. Blízko jsou též obce Nyíracsád, Nyírbéltek a Nyírmihálydi.